# Frövi (stacja kolejowa)
Frövi (szwedzki: Frövi station) – stacja kolejowa w Frövi, w regionie Örebro, w Szwecji. Stacja znajduje się w centralnej części miejscowości przy skrzyżowaniu Södra bangatan, Änggatan och Järnvägsgatan.

## Historia
Obecny budynek dworca został wzniesiony w 1874 roku dla Frövi–Ludvika Järnväg, która rozpoczęła działalność w dniu 10 stycznia 1857 roku. Wcześniej był tam mały budynek dworca, który został ukończony w 1858 roku. Był to niski parterowy murowany budynek z parowozownią. Około roku 1900 zbudowano "Hotell Frövi", hotel kolejowy, która stoi naprzeciwko dworca kolejowego.
Stacja została przejęta 1 stycznia 1900 przez Statens Järnvägar, a następnie służyła jako ważny węzeł kolejowy. W 1922 zatrudnionych było 32 osoby na stacji, a w 1953 roku było ich 74, które obsługiwane kolej we Frövi. W 1947 roku zelektryfikowano odcinek między Örebro i Sztokholmem, a w połowie lat 50 budowano drugi tor między Frövi i Örebro. W 2001 otwarto nowy odcinek linii Mälarbanan dla pociągów pasażerskich między Örebro i Jädersbruk. Sprawiło to, że pociągi pasażerskie omijają stację Frövi na tej trasie. 
W 2008 Jernhusen sprzedał budynek dworca.

## Linie kolejowe
- Godsstråket genom Bergslagen
- Bergslagsbanan
- Mälarbanan